# Akbari Saraj
Akbari Saraj (pandžabsko, urdujsko اکبری سرائے‎, latinizirano: Akbarī sarā'ē) je velik karavanseraj (sarai) za karavane v Šahdara Bagh v Lahoreju, Pandžab, Pakistan. Saraj je bil leta 1637 prvotno zgrajen za popotnike, pa tudi za skrbnike Džahangirjeve grobnice. Saraj je najbolj znan po tem, da je najbolje ohranjen primer v Pakistanu, pa tudi po svojih velikih vratih, ki so bogato okrašena s pietra dura, ki služijo kot portal do Džahangirjeve grobnice.

## Etimologija
Ime se lahko prevede kot Palača Akbar. Abdul Hamid Lahori, dvorni zgodovinar cesarja Šaha Džahana, je v svoji knjigi Padšahnama omenil stavbo z imenom Džilu Kana-e-Rauza, kar pomeni 'pritrjeno dvorišče grobnice'.

## Lokacija
Sarajski kvadrat stoji na sredini območja Džahangirjeve grobnice, ki stoji vzhodno, in vzhodno od grobnice Asif Kana, ki leži zahodno od saraja.

## Zgodovina
Kljub imenu stavbe so Akbari Saraj začeli graditi med vladavino islamskega šaha Surija sredi 1550-ih let in ne med vladavino mogulskega cesarja Akbarja. Mošeja v saraju je iz surijskega obdobja, čeprav so celice, ki obdajajo kompleks in njeni prehodi iz obdobja Šah Džahana iz sredine 16. stoletja.
Saraj je služil kot postaja za popotnike in tudi kot poštna postaja, znana kot dāk čokkī. Saraj je upravljal uradnik, znan kot šāhnā, z več pomočniki oskrbnikov. Za obiskovalce grobnice, njihovo prtljago in drugo opremo, so kot bivalne prostore uporabljali 180 celic, postavljenih okrog dvorišča. Dobili so brezplačno krmo za živali, toplo in hladno vodo ter postelje. Saraj je imel tudi zdravnika, pa tudi peka in vodnjak, ki je bil zunaj obzidja saraja. Kot pri mnogih sarajih je morda pod vsakimi vrati potekal majhen bazar.
Maharadža Randžit Singh je kompleks spremenil v kanton enega svojih tujih generalov Muse Farangija, ki je tu živel s svojim vodom. Območje je bilo močno poškodovano v britanski dobi, ko je bilo po izgradnji bližnje železniške proge uporabljeno kot železniško skladišče.

## Arhitektura
Saraj ima obliko podolgovatega štirikotnika, ki obsega skupno površino 48.500 m2. Saraj meri 243 × 185 m. Dvorišče kompleksa saraj je z vseh strani obdano z dvignjeno teraso, kjer je vrsta 180 celic, znanih kot khanaha, z verando in skupnim odprtim prehodom.
Vogali saraja so obdani s stolpi. Stolpne sobe so najbolj dovršene od vseh celic in imajo elipsasto dvorano spredaj z verando in osmerokotno sobo zadaj.ref name=silk>Elisseeff, Vadime (1998). The Silk Roads: Highways of Culture and Commerce. Berghahn Books. ISBN 9781571812216. Pridobljeno 14. septembra 2017.</ref>
Palača ima dva velika prehoda na severu in na jugu v mogulskem slogu in sta vidna že od daleč. Vrata so dvonadstropna in v njih je bila šāhnā. Glavni lok, ki služi kot portal v Džahangirjevo grobnico, ima velik dvonadstropni ivan, obdan s 4 drugimi manjšimi obokanimi nišami, ki prikazujejo ghalib kari ali mrežo reber iz štukature in mavca, ki so nanešene na ukrivljene površine v vsakem loku. Osrednji ivan je okrašen z muqarnas, fasada prehoda pa je bogato okrašena s pietra dura. Okrasni elementi, slog stavbe in velikost opek kažejo, da bi bila palača in prehodi v grobnico lahko zgrajeni istočasno.
Zahodno od palače je sredi vrste celic mošeja s tremi kupolami. Oblečena je v rdeči peščenjak z okraski. Notranjost mošeje je bila verjetno nekoč tudi okrašena s freskami in ghalib kari.

## Ohranjanje
Akbari Saraj je bil skupaj z Džahangirjevo grobnico in grobnico Asifa Kana leta 1993 vpisana na poskusni seznam Unescove svetovne dediščine.

## Galerija
- Akbari Sarai od daleč
- Detajl pietra dura strukture
- 180 majhnih celic obdaja stene saraja
- Muqarnas krasijo vrh glavnega oboka
- Stavba je bogato okrašena s pietra dura